# Spoorlijn Hettange-Grande - Entrange
De Spoorlijn Hettange-Grande - Entrange was een Franse spoorlijn van Hettange-Grande naar Entrange. De lijn was 2,8 km lang en heeft als lijnnummer 190 000.

## Geschiedenis
De lijn werd aangelegd door de Reichseisenbahnen in Elsaß-Lothringen en geopend op 10 juli 1901. In januari 1920 werd het personenvervoer op de lijn opgeheven. Ten behoeven van de mijn Charles-Ferdinand werd de lijn tot 1988 gebruikt voor goederenvervoer en daarna gesloten en opgebroken.

## Aansluitingen
In de volgende plaats was er een aansluiting op de volgende spoorlijn:
Hettange-Grande
RFN 180 000, spoorlijn tussen Metz-Ville en Zoufftgen

## Elektrische tractie
De lijn werd in 1956 geëlektrificeerd met een spanning van 25.000 volt 50 Hz. In 1988 werd de bovenleiding weer verwijderd.